# Carex lucorum
Carex lucorum är en halvgräsart som beskrevs av Carl Ludwig von Willdenow. Carex lucorum ingår i släktet starrar, och familjen halvgräs.

## Underarter
Arten delas in i följande underarter:
- C. l. austrolucorum
- C. l. lucorum